# Чи то недоля та неволя…
«Чи то недоля та неволя…» — вірш Тараса Шевченка, написаний 1850 року в Оренбурзі.

## Написання
Зберігся чистовий автограф вірша у «Малій книжці». Автограф не датований. Вірш датується дослідниками за місцем автографа у «Малій книжці» серед творів 1850 року (під № 10 у третьому зшитку за 1850 рік) та часом перебування Шевченка в Оренбурзі взимку — навесні 1850-го, орієнтовно: січень — квітень 1850 року.
Єдиний відомий текст вірша — автограф у «Малій книжці», до якої вірш переписано з невідомого автографа в Оренбурзі на початку 1850 року, не пізніше 23 квітня — дня арешту поета. Згодом Шевченко перекреслив увесь текст олівцем і не переписав його до «Більшої книжки».

## Публікація
Вперше вірш надруковано у виданні: «Кобзарь Тараса Шевченка / Коштом Д. Е. Кожанчикова» 1867 року (СПб., стор. 578 — 579, за «Малою книжкою»).

## Сюжет
У вірші відбився тяжкий душевний настрій поета, породжений його підневільним становищем засланця. Цей настрій мав, імовірно, і якісь невідомі дослідникам конкретні причини, пов'язані з перебуванням Шевченка в Оренбурзі 1850 року. Тут мотив самоосудження, глибокого невдоволення собою («Душі убогої цураюсь, // Своєї грішної душі!») поєднується з мотивом осудження людей, яких автор називає «ворогами», «нехристиянами», «лютими». Очевидно, це не тільки соціальні вороги поета (бо вони «Взяли меж себе — і писать // Погані вірші научили»), а й ті з оточення Шевченка, зокрема оренбурзького, хто спонукав його до якихось компромісів. Звичайно, поет міг назвати свої поезії «поганими віршами» тільки в стані хвилинного розпачу, який він на засланні завжди переборював своєю творчістю (не випадково Шевченко не переписав цей вірш до «Більшої книжки»). Мотив «розбитої душі», «розбитого серця» є в ліриці поета і до заслання, але там він має дещо інше спрямування («Заворожи мені, волхве», «Три літа», «Чого мені тяжко, чого мені нудно»). Темою самоосудження і настроєм вірш перегукується з незакінченою поезією «Дурні та гордії ми люди».